# L'era del flagello
L'era del flagello (The Green Leopard Plague) è un romanzo breve di fantascienza scritto da Walter Jon Williams, pubblicato nel 2004, vincitore del Premio Nebula per il miglior romanzo breve e candidato al Premio Hugo.
Il romanzo affronta il tema dei possibili impatti rivoluzionari delle ricerche biotecnologiche, attraverso due piani narrativi, il presente da cui si volge uno sguardo retrospettivo al passato immediatamente precedente al cambiamento.

## Trama
In un remoto futuro, il professor Davout, eminente studioso con un millennio di vita alle spalle, sta scrivendo una biografia di Jonathan Terzian, l'autore della cruciale Teoria della Cornucopia, l'impalcatura intellettuale su cui è costruita il mondo contemporaneo.
Per trovare informazioni su un oscuro periodo di tre settimane, breve ma forse determinante, durante il quale Terzian scomparve senza lasciar tracce, dopo aver tenuto una mediocre relazione a Parigi, per poi riapparire ad una conferenza a Venezia e sorprendere tutti con la prima enunciazione della sua fondamentale teoria socioeconomico e politica, commissiona una ricerca a Michelle, una donna che ha assunto l'eccentrica forma di sirena e vive solitaria nelle Rock Islands, nel Mar delle Filippine, evitando la compagnia di Darton, l'uomo amato, morto in un insolito incidente (allergia fatale alle meduse), il quale ora, dopo che la sua personalità e i suoi ricordi sono stati impiantati in un nuovo corpo, vorrebbe riprendere la loro relazione, mentre lei non è più interessata a riaccendere la passione, un tempo reciproca. Michelle comincia a ricostruire i giorni perduti del suo soggetto di ricerca, a partire da alcune fotografie, attingendo alla Rete, dove «qualsiasi cosa avesse avuto un significato per qualcuno, in qualsiasi momento, era stata trasformata in elettroni e resa disponibile all'intero universo».
Dopo la morte della moglie Claire e la perdita della cattedra universitaria, per l'eccessiva interdisciplinarità dei suoi studi («C'è un'area di studio, tra le materie accademiche, dove storia, politica e filosofia si incontrano. Di solito la chiamiamo "teoria politica". Nei miei studi ho sempre cercato di abbinare alla comprensione dell'economia anche quella della scienza»), Terzian si trova a Parigi per tenere una conferenza, che lui per primo trova insulsa e priva di importanza, quando assiste per caso ad un omicidio e si ritrova coinvolto suo malgrado in un intrigo internazionale.
La donna che ha aiutato ad allontanarsi dalla scena del delitto, Stephanie América Pais e Silva, infermiera dell'organizzazione umanitaria Santa Croce, gli rivela che la vittima è il biochimico ucraino Adrian Cristea, per la polizia francese ucciso perché corriere della droga, in realtà assassinato dai servizi di sicurezza della Transnistria, un minuscolo paese nato dalla frammentazione dell'impero sovietico, dove il ricercatore lavorava in uno dei vecchi impianti industriali convertiti alla produzione biotecnologica illegale di farmaci a basso costo ed aveva trafugato una rivoluzionaria creazione transgenica abbandonata perché non proficua, ma capace di trasformare radicalmente il mondo, mettendo fine a fame, carestie e disastri umanitari: un papilloma virus che può riprogrammare la pelle umana per eseguire il processo di fotosintesi, ottimizzare il sistema di trasporto dei mitocondri e integrare il tradizionale sistema di alimentazione, arrivando a produrre mille calorie stando semplicemente fermi al sole.
Terzian decide di aiutare Stephanie a nascondersi, ma non condivide la sua intenzione di diffondere un virus transgenico non testato in tutta l'Africa, già devastata da ogni sorta di epidemia. Lei però, segnata dall'esperienza di aver lavorato a lungo in molti campi profughi, non può sopportare che una simile soluzione miracolosa alla fame nel mondo, capace di salvare innumerevoli vite, non sia resa immediatamente disponibile e lasciata invece in mano a governi che potrebbero decidere di non utilizzarla, per le pressioni di movimenti religiosi o ambientalisti.
La riflessione dello studioso si sposta poi sulle possibili conseguenze socioeconomico e politiche: mettere fine alla fame significherebbe distruggere il mercato degli alimenti («Se la gente povera avesse avuto tutto il cibo di cui necessitava, il cibo stesso avrebbe perso ogni valore»), e ancor peggio distruggere il mercato del lavoro (le fasce più povere della popolazione non avrebbero più bisogno di lavorare per sopravvivere), privare di ogni valore il denaro e mettere in crisi tutto il sistema politico amministrativo («Stabilire un sistema ordinato in cui i beni materiali possono essere scambiati è la funzione primaria di uno Stato, oltre a provvedere a fornire un sistema monetaria affidabile. Se il popolo non avesse più bisogno di un governo capace di quel genere di sicurezza e di circolazione monetaria, è evidente che il futuro stesso di quel governo sarebbe messo in discussione»). Di fatto sarebbe solo il primo passo per la trasformazione di tutti i ruoli fondamentali della società umana, una volta che tutti i fattori primari dell'esistenza (cibo, vestiti, casa, salute, ecc.) diventassero praticamente gratuiti.
Terzian teme che il collasso del mercato spingerebbe i governi ad un intervento brutale, per costringere le classi meno agiate a lavorare: la fine della fame significherebbe il ritorno della schiavitù. Ma l'affascinante scenario lo stimola a cominciare ad elaborare una teoria che permetta di affrontare i radicali cambiamenti prossimi venturi con le minori ripercussioni negative possibili. Arriva alla conclusione che in un mondo in cui tutte le necessità primarie saranno soddisfatte, il valore non risiederà nei prodotti del lavoro, ma nell'attività lavorativa in se stessa; il lavoro sarà l'unica merce di valore, perché le persone non avranno più la necessità di svolgerlo, e diventerà la moneta di scambio e il mezzo per pagare le tasse allo stato, a cui i cittadini saranno tenuti a corrispondere un certo numero di calorie all'anno.
Quando, dopo una fuga che attraverso la Provenza e la campagna toscana si conclude a Venezia, Terzian e Stephanie vengono raggiunti dai transnistriani e la donna viene uccisa, l'uomo decide di consegnare il biotech illegale alla persona incaricata di portarlo in Africa per diffonderlo, e di fare la propria parte rendendo pubblica la teoria che ha elaborato in quei giorni.
Questo è quanto successo in quelle tre cruciali settimane. Per Michelle è facile collegarlo gli eventi successivi: poche settimane dopo l'esposizione pubblica della Teoria della Cornucopia da parte di Terzian, a Sidamo, in Etiopia, scoppia la prima epidemia transgenica, il Morbo del Leopardo Verde (le persone colpite dal virus sviluppano una pelle verde a macchie scure), che si diffonde presto in tutta l'Africa e richiede un'intera generazione per essere debellato. Ma a questo primo, primitivo esperimento di modificare il corpo umano a livello cellulare, per aiutare le popolazioni disagiate a sintetizzare da sole il cibo, ne seguiranno altri di maggior successo (basati, per esempio, sul fatto che l'epidermide umana contiene già un enzima in grado di sintetizzare la luce solare, la melanina).
Quindi Terzian non è stato straordinariamente preveggente, ma era non solo già a conoscenza di quanto sarebbe accaduto e addirittura direttamente coinvolto.
Quello su cui Michelle equivoca completamente è il motivo del coinvolgimento di Terzian. La donna non può immaginare che sia nato tutto dal caso e si convince che l'intellettuale fosse innamorato di Stephanie e che realizzare la sua idealista visione del mondo sia stato una sorta di tributo e monumento all'amata. Per questo decide di non raccontare tutto quanto ha scoperto al professor Davout, per mantenere il segreto dei due amanti. La sua interpretazione è falsata dalla propria esperienza personale: ha vissuto la passione per Darton così intensamente che, quando lui l'ha tradita, lei è arrivata ad ucciderlo, inscenando un incidente; e ora che Darton, ricostruito ma senza memoria recente, quindi ancora innamorato e ignaro di come sia morto, non può evitare di cercarla, Michelle vuole continuare a vendicarsi del tradimento e lo uccide una seconda volta, stavolta per annegamento.

## Ambientazione
Nel remoto futuro del professor Davout e della sirena Michelle, la morte "vera", definitiva, è diventata un concetto puramente astratto. La nanotecnologia permette di conservare e memorizzare come in un backup mente, personalità, ricordi, conoscenza ed "anima" in modo che possano essere recuperabili in caso di necessità, e permette di trasformare a piacimento la propria forma fisica (prima di diventare sirena, Michelle sperimenta anche la forma di scimmia siamang).
Prima di arrivare a questo il mondo è passato però attraverso un conflitto terribile, la Guerra degli Anni Luce, che ha causato miliardi di morti. Una delle vittime è stata Jonathan Terzian.
Nello stesso scenario è ambientato il racconto Lethe (1997).

## Edizioni
- Walter Jon Williams, L'era del flagello, traduzione di Franco Forte, Odissea Fantascienza n.4, Delos Books, 2005, ISBN 88-89096-26-8.